# Croacia en el Festival de la Canción de Eurovisión 2018
Croacia participará en el Festival de la Canción de Eurovisión 2018. El país estará representado por Franka Batelić y su canción Crazy, seleccionada internamente por la cadena croata HRT.

## Elección interna
La cadena croata confirmó su participación en 2018 el 11 de septiembre de 2017.
A pesar de la especulación generada por ciertos medios locales, según los cuales la HRT había decidido retornar a utilizar la preselección televisada Dora, la cadena croata seleccionó a su representante de manera interna. El 13 de febrero de 2018, se desveló que la representante sería Franka Batelić, con un tema llamado Crazy. La canción se presentó el 6 de marzo de 2018.

## En Eurovisión
El Festival de la Canción de Eurovisión 2018 tendrá lugar en el Altice Arena de Lisboa, Portugal y consistirá en dos semifinales el 8 y 10 de mayo y la final el 12 de mayo de 2018. De acuerdo con las reglas de Eurovisión, todas las naciones con excepción del país anfitrión y los "5 grandes" (Big Five) deben clasificarse en una de las dos semifinales para competir en la Gran Final; los diez mejores países de cada semifinal avanzan a esta final. Croacia estará en la semifinal 1, actuando en el puesto 12.